# Kerstin Descher
Kerstin Descher (* 1969 in Bonn) ist eine deutsche Opern-, Operetten- und Konzertsängerin in der Stimmlage Mezzosopran.

## Leben
Kerstin Descher wuchs in Bonn auf. Sie absolvierte ihr Gesangsstudium an der Kölner Musikhochschule bei Monica Pick-Hieronimi und besuchte Meisterkurse bei Brigitte Fassbaender, Dietrich Fischer-Dieskau, Irwin Gage und Tom Krause. Zwischen 1998 und 2001 spielte sie am Theater Pforzheim und hatte viele Gastauftritte, z. B. am Gewandhaus Leipzig und in der Beethovenhalle Bonn. Bis 2007 hatte sie ein Engagement am Theater Vorpommern. Anschließend wechselte sie an das Theater Augsburg, an dem sie bis 2017 Ensemblemitglied war.

## Rollen (Auswahl)
- Stimme der Mutter in Hoffmanns Erzählungen
- „Gertrud“ in Hänsel und Gretel
- „Küsterin Buryja“ in Jenůfa
- „Ortrud“ in Lohengrin
- „Margret“ in Wozzeck
- „Carmen“ in Carmen
- weitere Hinweise:[2]

## CD
- Jacob de Haan Markus-Passion für Mezzosopran, Bariton, Label: Bauer Studios 2016